# The James Boys
The James Boys var en brittisk popduo från Ilford, Essex som bestod av bröderna Bradley (Bradley Grant född 22 december 1960) och Stewart (Stewart Glen Palmer född 6 mars 1962). Enligt vissa källor heter pojkarna James i efternamn, men andra källor ger vid handen att deras efternamn faktiskt är Palmer.

De blev tonårsidoler 1973 i konkurrens med bl.a. Donny Osmond, David Cassidy och Michael Jackson, trots att de själva var jämnåriga med publiken. Idolperioden blev dock kort, och resulterade bara i Tio i topp-ettan "Over and Over", skriven av Daniel Boone och Rod McQueen.
Efter sin tid som tonårsidoler var det tyst om duon fram till 90-talet, då de återkom som producenter och instrumentalartister under flera olika namn. De placerade sig på den engelska albumlistan under namnen Blowing Free, Hypnosis, In Tune, Raindance och School of Excellence.